# Kailash Satyarthi
Kailash Satyarthi, nato Kailash Sharma (hindi: कैलाश सत्यार्थी; Vidisha, 11 gennaio 1954), è un attivista indiano.
Attivo nel movimento indiano contro il lavoro minorile a partire dal 1990, insieme alla sua organizzazione Bachpan Bachao Andolan, ha liberato oltre 80.000 bambini da varie forme di schiavitù e aiutandoli con successo nella loro reintegrazione, riabilitazione e formazione.
Ha vinto il Premio Nobel per la pace nel 2014, assieme alla pakistana Malala Yousafzai per le loro lotte in favore dell'educazione e la salvaguardia dei bambini. La motivazione del Comitato per il Nobel norvegese è stata: “per la loro lotta contro la sopraffazione dei bambini e dei giovani e per il diritto di tutti i bambini all'istruzione”.
Il suo cognome di nascita è in realtà "Sharma", mutato poi in "Satyarthi" che significa "cercatore di verità", come riferito dallo stesso Kailash.

## Biografia
Nato a Vidisha nel distretto di Madhya Pradesh (India), ha studiato ingegneria elettrica presso l'istituto tecnologico Samrat Ashok di Vidisha, proseguendo poi gli studi post laurea in ingegneria dell'alta tensione. Ha poi insegnato come docente in una scuola di Bhopal per pochi anni. Nel 1980, abbandonò la sua carriera di insegnante e divenne segretario generale del Fronte di Liberazione dalla Schiavitù per Debiti (Bonded Labor Liberation Front); ha anche fondato nello stesso anno il movimento Bachpan Bachao Andolan (Missione Salvare l'Infanzia).
È stato anche coinvolto dal movimento Marcia Globale contro il lavoro dei bambini e dal suo ufficio legale internazionale, il Centro Internazionale sul lavoro e l'educazione minorile, che sono coalizioni di ONG a livello mondiale di insegnanti e sindacalisti. Ha anche ricoperto il ruolo di presidente della coalizione internazionale Campagna Globale per l'Educazione, dalla sua nascita nel 1999 al 2011, essendo stato uno dei suoi quattro fondatori insieme ad ActionAid, Oxfam e la Internazionale dell'Educazione. Inoltre, ha fondato il network Rugmark (ora conosciuto come GoodWeave International) come primo sistema volontario di etichettatura, monitoraggio e certificazione di tappeti fabbricati senza l'utilizzo di lavoro minorile in Asia meridionale.
Quest'ultima organizzazione ha operato una campagna in Europa e negli Stati Uniti alla fine del 1980 e all'inizio del 1990 con l'intento di aumentare la consapevolezza dei consumatori delle questioni relative alla responsabilità delle multinazionali in materia di consumo e commercio socialmente responsabile. Satyarthi ha evidenziato il lavoro minorile come una questione di diritti umani e una questione di benessere e causa di beneficenza: ha sostenuto che il lavoro minorile genera povertà, disoccupazione, analfabetismo, crescita incontrollata della popolazione ed altri problemi sociali. Ha anche avuto un ruolo di collegamento tra il movimento contro il lavoro minorile per il raggiungimento dell'obbiettivo "Istruzione per tutti".
È stato membro di un ufficio istituito dall'UNESCO per esaminare questa tematica ed è stato sul consiglio direttivo dell'organizzazione Fast Track Initiative (ora conosciuta come Global Partnership for Education). Satyarthi fa parte del consiglio direttivo e del comitato di diverse organizzazioni internazionali, tra cui il Centro per le Vittime della Tortura (USA), il Fondo Internazionale del Diritti del Lavoro (USA) e la fondazione Cocoa International. Nel 2014 ha lavorato per portare il lavoro e la schiavitù minorile nell'agenda per lo sviluppo post-2015 degli Obiettivi di sviluppo del Millennio delle Nazioni Unite.

## Riconoscimenti
- 1993: eletto Ashoka Fellow (USA)
- 1994: premio internazionale per la pace Aachener (Germania)
- 1995: premio Trumpeter (USA)
- 1995: premio per i diritti umani Robert F. Kennedy (USA)
- 1998: premio Golden Flag (Paesi Bassi)
- 1999: premio della fondazione Friedrich Ebert (Germania)
- 2002: medaglia Wallenberg dell'Università del Michigan (USA)
- 2006: Premio Freedom (USA)
- 2007: inserimento della lista degli "Eroi che combattono per la fine della schiavitù dei tempi moderni" del Dipartimento di Stato degli Stati Uniti d'America (USA)
- 2007: Medaglia d'oro del Senato della Repubblica (Italia)
- 2008: Premio internazionale Alfonso Comin (Spagna)
- 2009: Premio Difensori della Democrazia (USA)